# Konchikultura
Konchikultura – hodowla małży w celach konsumpcyjnych (ostrygi, omułki i in.) i gospodarczych (perłopławy), forma akwakultury.